# إيوان بابا
إيوان بابا (بالرومانية: Ioan Baba)‏ هو مترجم وصحفي وشاعر روماني، ولد في 25 نوفمبر 1951.